# Desmodus draculae
Desmodus draculae Morgan et al., 1988, comunemente noto come vampiro gigante o pipistrello vampiro gigante, è una specie estinta di pipistrello vampiro vissuto in America centrale-meridionale durante il Pleistocene e, forse, anche durante il primo Olocene. Questo animale presentava dimensioni maggiori anche del 30% rispetto al suo parente vivente più prossimo, il vampiro comune (Desmodus rotundus), e suoi fossili e subfossili non mineralizzati sono stati ritrovati in Argentina, Messico, Ecuador, Brasile, Venezuela, Belize e Bolivia.
La maggior parte degli esemplari di D. draculae risalgono al Pleistocene superiore, sebbene alcuni esemplari risalgano all'Olocene. Un canino di Desmodus scoperto nella provincia di Buenos Aires, in Argentina, e proveniente da sedimenti datati a 300 anni fa (ca. 1650 d.C.), è stato provvisoriamente assegnato a D. draculae, portando la sua gamma temporale e la sua estinzione in tempi storici.

## Descrizione
Dai pochi resti fossili e subfossili non-mineralizzati di questi animali sinora rinvenuti, i paleontologi hanno stimato che fossero molto simili per costituzione agli attuali pipistrelli vampiri loro congeneri, rispetto ai quali tuttavia presentano dimensioni maggiori anche del 30%, rendendo D. draculae il più grande pipistrello vampiro conosciuto. La lunghezza del suo cranio è di circa 31,2 millimetri (1,23 pollici) e la lunghezza dell'omero è di circa 51 millimetri (2,0 pollici), rispetto all'odierno vampiro comune che presenta un omero di 32,4–42,4 millimetri (1,28–1,67 pollici). Il suo cranio era lungo e stretto e il suo muso sarebbe stato rivolto all'insù, non dissimilmente dalle altre specie del genere Desmodus.
In base alle dimensioni del cranio, si stima che la sua apertura alare avrebbe potuto raggiungere anche i 50 centimetri (20 pollici), ed una massa corporea di 60 grammi (2,1 once). Le proporzioni sono equivalenti a quelle di un piccolo megachiroptero o a quelle di un grosso microchiroptero.
La sua scatola cranica era larga 14,5–14,8 millimetri (0,57–0,58 pollici) e alta 13,4–14,8 millimetri (0,53–0,58 pollici).

## Tassonomia ed etimologia
Il primo fossile di Desmodus draculae fu ritrovato a Cueva del Guácharo, in Venezuela, nel 1965 da Omar J. Linares, che lo identificò nel 1968 come una possibile specie di Desmodus risalente al Pleistocene. Una descrizione formale e accettata della specie venne pubblicata nel 1988, designando la collezione di Linares, composta da un cranio completo di mandibola, alcune parti dell'ala e tre vertebre, come esemplare tipo. Da allora, sono stati rinvenuti diversi nuovi esemplari che hanno portato alla luce buona parte dello scheletro dell'animale. 
Gli autori hanno assegnato l'epiteto specifico draculae, notando che "il più grande pipistrello vampiro conosciuto doveva commemorare il conte Dracula, il più grande vampiro umano del folklore", collocando la nuova specie all'interno del genere Desmodus. Desmodus draculae è stato occasionalmente citato come pipistrello vampiro gigante o vampiro gigante in riferimento alle sue ragguardevoli dimensioni rispetto agli attuali pipistrelli vampiri suoi congeneri.

## Paleobiologia
Alcuni ricercatori ritengono che D. draculae si nutrisse del sangue dell'estinta megafauna sudamericana. Basandosi sui siti in cui i suoi resti sono stati ritrovati e all'epoca in cui è vissuto, D. draculae sarebbe stato coevo di diversi mammiferi di grandi dimensioni. È ragionevole presupporre che D. draculae si nutrisse primariamente del sangue dei mammiferi, data la sua somiglianza e parentela con il vampiro comune, noto per preferire il sangue dei mammiferi, mentre il vampiro dalle ali bianche e il vampiro senza coda prediligono il sangue degli uccelli. Le grandi dimensioni di D. draculae, rispetto alle specie odierne, potrebbero essere un'indicazione di un adattamento alla predazione su prede più grandi, come i grandi bradipi terricoli che vivevano negli stessi luoghi e nello stesso tempo di questi pipistrelli. Inoltre, un cranio di D. draculae è stato ritrovato in associazione con il cranio di un cavallo sudamericano estinto, suggerendo che anche questi animali fossero una delle loro prede. Altri studiosi ritengono, invece, che le sue prede principali fossero la vasta gamma di roditori caviomorfi che abitano il Sud America. Altre potenziali prede includono la viscaccia di pianura, cervi e camelidi.

## Distribuzione
D. draculae aveva un areale geografico piuttosto ampio, e i suoi fossili sono stati ritrovati in Messico, Belize, Venezuela, Brasile e Argentina, in un totale di sei grotte. La scoperta di un fossile di pipistrello vampiro in Argentina rappresenta anche il punto più meridionale in cui questi animali si siano spinti, ben 600 km (370 miglia) lontano dal loro areale odierno, indicando, forse, che questa regione era di almeno 2 °C (3,6 °F) più calda durante questo periodo. Sebbene non ci siano fossili a conferma di ciò, si ritiene che il suo areale potrebbe aver incluso Ecuador, Guyana francese e Guyana. La specie era probabilmente ampiamente distribuita in tutto il Sud America.

## Estinzione
La specie è considerata geologicamente estinta, poiché ne sono state documentate solo le ossa e non sono mai stati segnalati avvistamenti di esemplari vivi. Tuttavia, si presume che la sua estinzione sia geologicamente recente, poiché alcuni dei suoi resti non erano ancora fossilizzati. La data e il motivo della sua estinzione sono attualmente sconosciuti. Una possibile ipotesi per la sua estinzione afferma che D. draculae fosse altamente specializzato nel predare i grandi mammiferi della megafauna sudamericana, i quali si estinsero nell'evento di estinzione del Quaternario, e D. draculae non fu in grado di sopravvivere nutrendosi di prede più piccole. Tuttavia, è stato scoperto un canino superiore sinistro, nel 2000, nella provincia di Buenos Aires, in Argentina, a 600 km (370 miglia) di distanza dall'areale di ogni altra specie del genere Desmodus. Sorprendentemente, il dente è stato datato a soli 300 anni fa, espandendo la gamma temporale dell'animale e portando la sua estinzione in tempi storici.
Rapporti aneddotici di "grandi pipistrelli che attaccano bovini e cavalli" in Brasile sono probabilmente esagerazioni di prima mano di specie di pipistrelli noti il cui comportamento è interpretato come un'interazione con gli animali domestici locali, mentre altri studiosi ipotizzano che questi resoconti potrebbero essere avvistamenti di popolazioni relitte di D. draculae. Tuttavia, i ricercatori hanno anche notato come i sistemi di grotte e caverne vicino alle quali si sono originati questi presunti avvistamenti sono state studiate intensamente e nessuna prova della presenza di vampiri giganti sopravvissuti è stata trovata.

## Nella cultura
È stato ipotizzato che D. draculae possa essere parte dell'ispirazione relativa a Camazotz, il dio pipistrello Maya. D. draculae potrebbe anche aver ispirato le leggende del popolo Mura, un popolo indigeno del Brasile, sul Caoera, un pipistrello delle dimensioni di un avvoltoio, che si nutriva di sangue umano.